# Mistrzostwa NCAA Division I w Zapasach w 1940
Mistrzostwa NCAA Division I w zapasach rozgrywane były w Champaign w dniach 29–30 marca 1940 roku. Zawody odbyły się w Huff Gymnasium, na terenie Uniwersytetu Illinois.

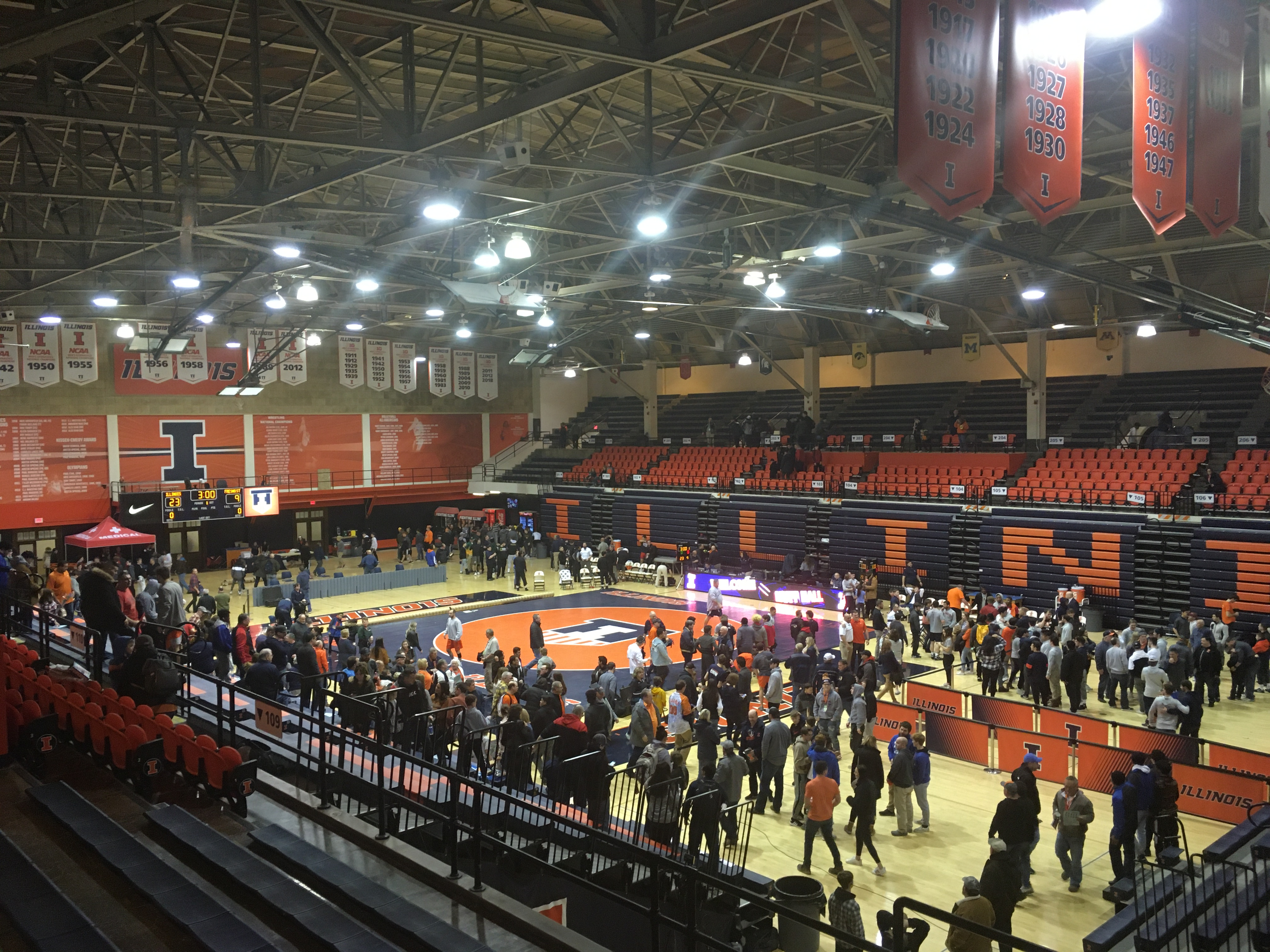
Hala obecnie

- Outstanding Wrestler – Dan Nichols

## Wyniki

### Drużynowo
| Kolejność | Szkoła                    | Zespół     |
| --------- | ------------------------- | ---------- |
| 1.        | Oklahoma State University | Cowboys    |
| 2.        | Indiana University        | Hoosiers   |
| 3.        | University of Michigan    | Wolverines |

### All American

#### 121 lb
| Lp. | Zawodnik         | Szkoła         |
| --- | ---------------- | -------------- |
| 1.  | Robert Antonacci | Indiana        |
| 2.  | Calvin Mehlhorn  | Oklahoma State |
| 3.  | Delbert Jensen   | Northern Iowa  |

#### 128 lb
| Lp. | Zawodnik    | Szkoła         |
| --- | ----------- | -------------- |
| 1.  | Harold Byrd | Oklahoma       |
| 2.  | Dale Hanson | Minnesota      |
| 3.  | Bob Kitt    | Oklahoma State |

#### 136 lb
| Lp. | Zawodnik       | Szkoła         |
| --- | -------------- | -------------- |
| 1.  | Al Whitehurst  | Oklahoma State |
| 2.  | Roger Isaacson | Northern Iowa  |
| 3.  | Joe Roman      | Indiana        |

#### 145 lb
| Lp. | Zawodnik      | Szkoła              |
| --- | ------------- | ------------------- |
| 1.  | Harold Masem  | Lehigh              |
| 2.  | William Combs | Michigan            |
| 3.  | Al Schacheman | Franklin & Marshall |

#### 155 lb
| Lp. | Zawodnik       | Szkoła         |
| --- | -------------- | -------------- |
| 1.  | Vernon Logan   | Oklahoma State |
| 2.  | Marvin Farrell | Iowa State     |
| 3.  | Harland Danner | Michigan       |

#### 165 lb
| Lp. | Zawodnik          | Szkoła         |
| --- | ----------------- | -------------- |
| 1.  | Gene Grenard      | Colorado State |
| 2.  | Clay Albright     | Oklahoma State |
| 3.  | Chauncey McDaniel | Indiana        |

#### 175 lb
| Lp. | Zawodnik      | Szkoła       |
| --- | ------------- | ------------ |
| 1.  | Don Nichols   | Michigan     |
| 2.  | Garnett Inman | Indiana      |
| 3.  | Leon Reynard  | Kansas State |

#### UNL
| Lp. | Zawodnik      | Szkoła         |
| --- | ------------- | -------------- |
| 1.  | George Downes | Ohio State     |
| 2.  | George Chiga  | Oklahoma State |
| 3.  | John Sikich   | Illinois       |